# Франсис Наш
Франсис Наш (на английски: Francis Nash) е американски политик и офицер.

## Биография
Той е роден около 1742 година в днешния окръг Принц Едуард, Вирджиния, в семейство на имигранти от Уелс. Установява се в Нилсбъро, Северна Каролина, където работи като юрист и се включва в политическия живот. Участва активно в потушаването на бунта, известен като Регулационна война през 1765 – 1771 година. През 1775 година се включва в Континенталната армия, командва Първи севернокаролински полк, а след това и Севернокаролинската бригада, достигайки до звание бригаден генерал.
Франсис Наш е ранен в битката при Джърмантаун и умира няколко дни по-късно на 7 октомври 1777 година край Кълпсвил. Неговото име носят окръг Наш в Северна Каролина и град Нашвил в Тенеси.